# Colondannes
Colondannes település Franciaországban, Creuse megyében. Lakosainak száma 288 fő (2022. január 1.). Colondannes Dun-le-Palestel, Naillat, Sagnat és Saint-Léger-Bridereix községekkel határos.

## Népesség
A település népességének változása:
| Lakosok száma | 376  | 335  | 347  | 315  | 278  | 269  | 265  | 274  | 277  | 288  |
|               | 1968 | 1982 | 1990 | 2006 | 2013 | 2015 | 2017 | 2019 | 2020 | 2022 |